# アブログ
アブログ合同会社（英: ABLOGG, LLC）は、留学や海外生活に関わるインターネットサービスを複数展開、運営している日本の企業。

## 概要
代表の内田誠が2014年に設立。
かつて勤務していた大手留学斡旋業者の倒産をきっかけに、アブログの事業モデルを考え、サービスの開発を始めた。ITベンチャー起業で働きながらサービス運営を続け、退職後2014年9月にアブログ合同会社を設立。
その後、海外に住む日本人のためのクラシファイドサービスの海外掲示板や、語学学校への留学を直接個人手配できるLangpedia、留学や海外生活に関する情報メディアのTHE RYUGAKUをリリース。
2018年からは、海外就職をしたい日本人と海外求人・海外の人材会社を繋げるサービスも展開している。 

## 沿革
- 2010年（平成22年） - 代表の内田が「アブログ」の開発を開始[4][5]。
- 2011年（平成23年） - 留学コミュニティサイト「アブログ」の試作版を公開。
- 2013年（平成24年） - 海外の日本人向け掲示板を公開。
- 2014年（平成25年） - アブログ合同会社設立。留学コミュニティサイト「アブログ」を正式公開[6]）。
- 2015年（平成26年） - 留学メディア「THE RYUGAKU [ザ・留学]」を公開。
- 2016年（平成27年） - 語学留学の個人手配サポートサービス「Langpedia [ラングペディア]」を公開。
- 2018年（平成28年） - 海外転職スカウトサービスを公開。

## 運営サービス
アブログ
質問・口コミが投稿できる留学コミュニティサイト。世界中の学校と留学エージェントを検索可能。学校やエージェントに対して口コミの投稿だけでなく質問の投稿もできる。
海外掲示板
世界各国・各都市に特化した形の掲示板クラシファイドサービス。2018年現在で167サイト展開している。
THE RYUGAKU ザ・留学
留学やワーキングホリデー、海外生活に特化した情報メディア。実際に留学している学生や海外在住者から、最新の海外情報が提供されている。
ラングペディア Langpedia
語学学校の個人手配をサポートする留学サービス。最低価格保証を行い、学校選びや個人手配の手続き方法を無料アドバイスする。
海外転職スカウトサービス
海外転職に特化したスカウトサービス。登録すると海外に拠点をもつ起業や人材エージェントから仕事のオファーを届く。